# Capo Guardafui
Il capo Guardafui (in somalo Raas Caseyr o Gees Gardafuul) è un promontorio calcareo di 244 metri di altezza della Somalia. Da esso prende il nome lo stretto oceanico al largo del canale di Guardafui (o Marinka Gardafuul).

## Caratteristiche

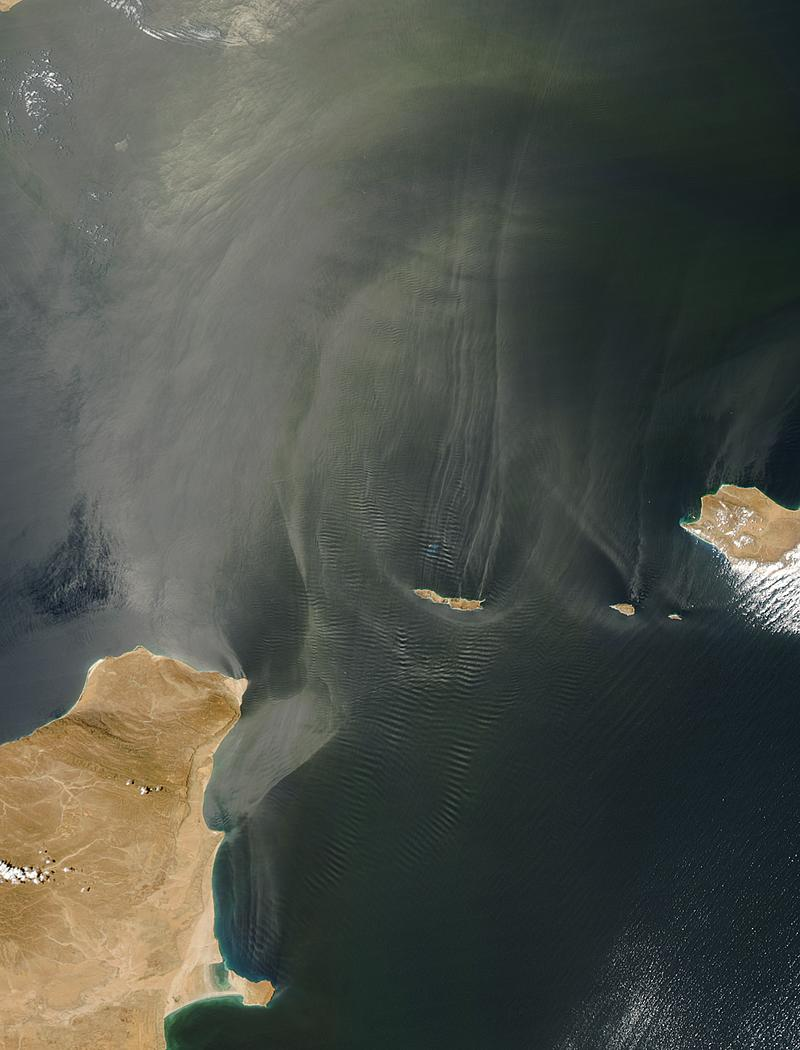
Immagine satellitare del braccio di mare che separa il capo Guardafui, a ovest, dall'isola di Socotra a est.

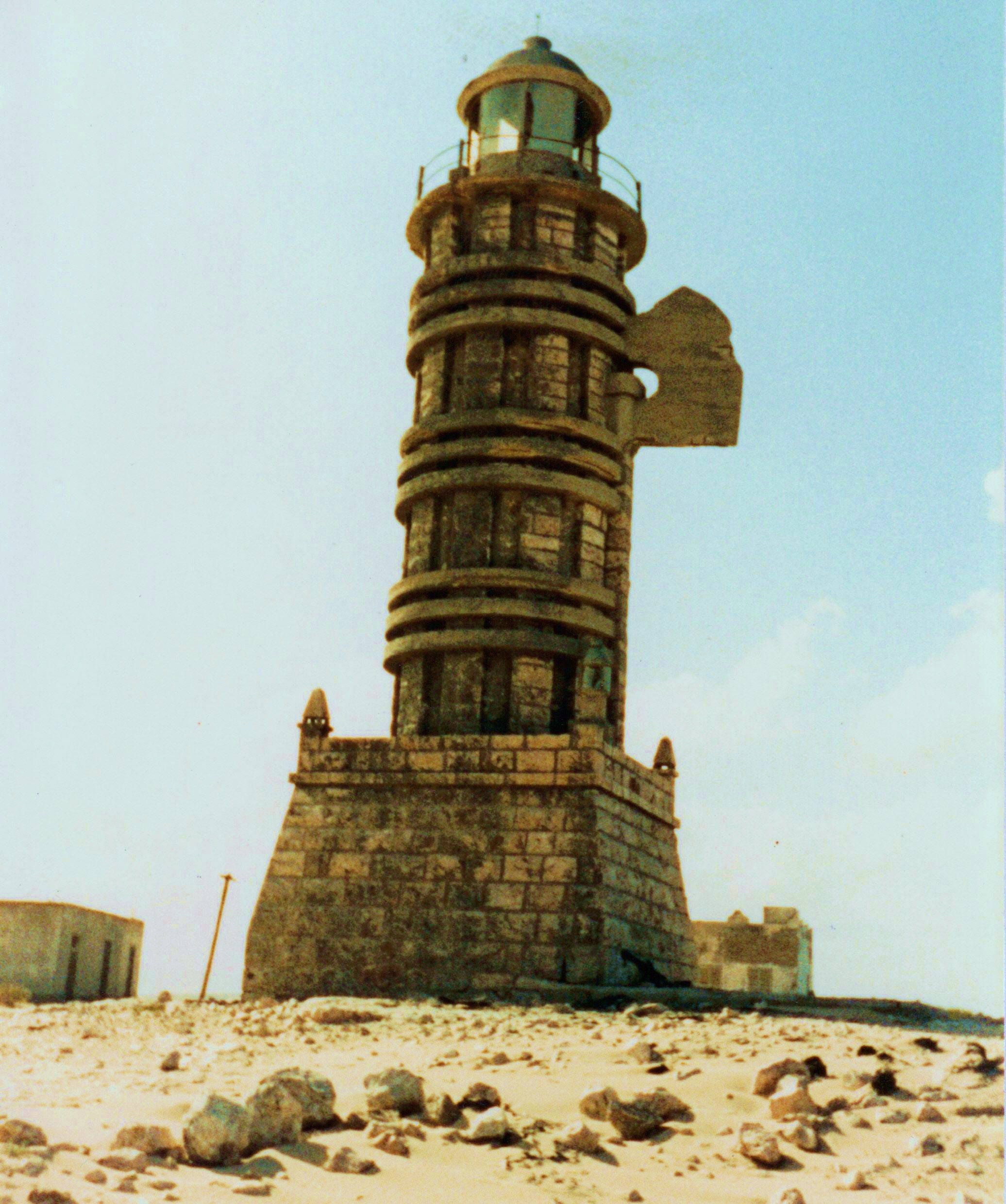
Il faro Francesco Crispi

Essendo situato a 11°49'N 51°15'E, il capo Guardafui rappresenta il vertice nord-orientale del Corno d'Africa. Il capo più orientale del Corno d'Africa e dell'intero continente africano è però il vicino capo Hafun, a 10°25'N 51°16'E.
A nord del capo si stende il golfo di Aden a sud l'Oceano Indiano. 

### Faro
Sul capo sorge il faro Francesco Crispi, inaugurato nel 1924, al tempo dell'occupazione italiana.
Il faro ha un caratteristico "fascio" protuberante, che incredibilmente è sopravvissuto fino ai nostri giorni e che viene considerato come un possibile monumento storico della Somalia.
Vi esisteva una stazione marconigrafica ed una stazione radio, funzionanti ai tempi della Somalia italiana.
A sud del capo è posto un altro capo denominato falso capo Guardafui o capo Sennàref, che per le nebbia veniva spesso scambiato dai naviganti per il capo Guardafui. Tale errore causava frequenti naufragi, fino alla creazione del faro Francesco Crispi.

## Etimologia
Noto nell'antichità come Aromatum Promontorium ("promontorio delle spezie"), venne in seguito ribattezzato "Guardafui", con riferimento alla sua pericolosità per la navigazione. Nella lingua franca levantina usata dai navigatori dell'epoca, che in buona parte era basata sull'italiano, il significato era quello di "guarda e fuggi" o "guàrdatene".

## Riferimenti letterari
Del capo Guardafui è fatta menzione nell'epico poema Os Lusíadas di Luís de Camões, l'opera più monumentale della letteratura portoghese:
E agora Guardafú, dos moradores,

Onde começa a boca do afamado

Mar Roxo, que do fundo toma as cores;

Este como limite está lançado

Que divide Asia de Africa; e as milhores

Povoações que a parte Africa tem

Maçuá são, Arquico e Suaquém.»
E ora Guardafú, dai residenti, 

Da dove viene la bocca del famoso 

Mar Rosso, che riprende i colori dal fondo; 

Questo come limite viene lanciato 

Ciò divide l'Asia dall'Africa; e la migliore 

Popolazioni che la parte africana ha 

Maçuá são, Arquico e Suaquém.»
(Os Lusíadas, canto X, strofa 97, Cabo Guardafui. O mar Vermelho.)